# Chò nhai
Chò nhai hay còn gọi ram, xoi (danh pháp khoa học: Terminalia pendula) là một loài thực vật có hoa trong họ Trâm bầu. Loài này được (Roxb. ex DC.) Guill. mô tả khoa học đầu tiên năm 1832.